# 벨 212
벨 212(Bell 212, Bell Two-Twelve)는 미국 벨 헬리콥터가 개발한 2엽 로터, 쌍발 엔진의 중형 헬리콥터이다. 1968년에 초도비행에 성공했다.

## 역사
원래 벨 헬리콥터 조립 공장은 미국 텍사스주 포트워스에 있었으나 1988년 캐나다 퀘벡주 미라벨로 공장을 이전했다. 모든 벨의 민수용 헬기는 캐나다에서 생산된다.
212는 15인승으로 마케팅되었다. 조종사 1인, 승객 14인이다. 내부 화물 탑재공간은 220ft³ (6.23m³)이며, 외부화물은 5,000lb (2,268 kg)까지 운반할 수 있다.
미국 육군 UH-1 휴이는 벨 205 헬기로서, 엔진이 하나이다. 벨 212는 쌍발 엔진이라서 UH-1 트윈 휴이라고 부른다.

## 제원 (벨 212)
일반 특성
- 승무원: 1명
- 승객: 14명

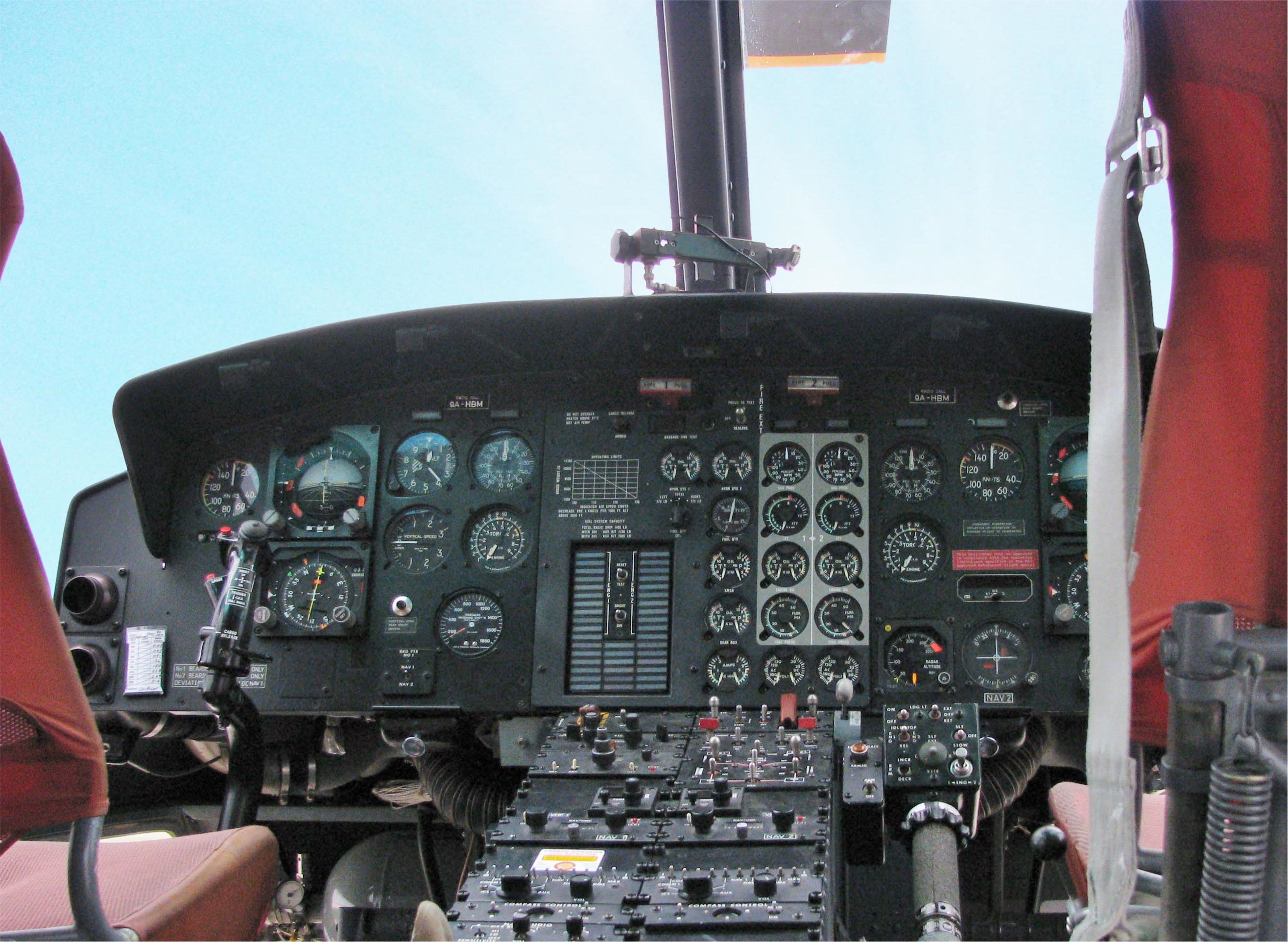
조종석

- 길이: 57 ft 1.68 in (17.43 m)
- 로터직경: 48 ft (14.64 m)
- 높이: 12 ft 6.83 in (3.83 m)
- 로터면적: 1,809.5 ft² (168.3 m²)
- 경하중량: 6529.4 lb (2961.7 kg)
- 최대이륙중량: 11,200 lb (5,080 kg)
- 엔진: 1 × Pratt & Whitney Canada PT6T-3 or -3B turboshaft, 1,800 shp (1,342 kW)

성능
- 초과금지속도: 120 노트 (138 mph, 223 km/h)
- 최대속도: 120 노트 (138 mph, 223 km/h)
- 순항속도: 100 노트 (115 mph, 186 km/h)
- 거리: 237 nm (439 km)
- 운용고도: 17,400 ft (5,305 m)
- 상승률: 1,745 ft/min (532 m/min)
- Disc loading: 6.19 lb/ft² (30.22 kg/m²)

## 같이 보기
- 벨 412
- UH-1 이로쿼이
- 벨 UH-1Y 베놈